# Hurks
Hurks is een in 1916 opgericht Nederlands familiebedrijf. Oorspronkelijk was het alleen een bouwbedrijf, later werd het ook een projectontwikkelaar en betonfabrikant. De hoofdvestiging van Hurks bevindt zich te Eindhoven.

## Geschiedenis
Het bedrijf is opgericht in 1916 door Theodorus Hurks die aan huis, aan de Hoogstraat in Eindhoven, een metselbedrijf begint. Zoon Graard neemt het bedrijf in 1928 over en leidt het door de crisisperiode en de Duitse bezettingstijd. De activiteiten beperken zich grotendeels tot bouwwerkzaamheden in en rond Eindhoven, zoals een uitbreiding van de bakkerij van de Coöperatie Sint Joseph, in 1934. In 1954 neemt de derde generatie Hurks in de persoon van Theo Hurks de leiding over, eerst informeel en ook later formeel.
Hij geeft de stoot tot de uitgebreide afdeling prefabbeton. Hurks begint in 1964 met de fabricage van betonnen vloerelementen op de oude werf in de Hoogstraat. In 1965 volgt in Zeelst een aanvankelijk bescheiden betonfabriek, onder leiding van Rein Hurkx, bestemd voor de productie van betonnen vleugelbalken. In 1969 volgt de overname van Trilbeton te Diessen, gespecialiseerd in breedvloerplaten. In 1973 verhuist Hurks beton naar een nieuwbouw op het bedrijfsterrein De Locht in Veldhoven, in 1986 komt daar ook de productie van Trilbeton. Het betekent een forse uitbreiding van de werkgelegenheid: rond 1980 telt Hurks circa 800 werknemers.
Bij de expansie onder leiding van Theo Hurks gaat Hurks ook naar het buitenland. Zo opent het in 1981, gezamenlijk met IPCC, een betonfabriek te Jordanië. In 2017 verkoopt Hurks zijn divisie industriële bouwcomponenten. Nieuwe eigenaren zijn twee Nederlandse investeringsmaatschappijen, HB Capital en Opportunity Partners. De industriële divisie rond de prefabbetonfabriek in Veldhoven telt dan 360 medewerkers en is goed voor een jaaromzet van 120 miljoen euro, circa een derde van de werkgelegenheid. 
Als onderaannemer van Hollandia Kloos voor de aanleg van een vliegveld in Koeweit kwam Hurks eind jaren 1980 in de problemen. Dochterbedrijf Hurks Bouwbedrijf Amsterdam werd uiteindelijk failliet verklaard, maar Hurks zou voordien geld hebben weggesluisd van de Amsterdamse vestiging naar het hoofdkantoor in Eindhoven. Schuldeisers hadden nog een vordering uitstaan bij Hurks van 3 miljoen gulden. Zelf had Hurks nog 7 miljoen gulden te goed van Hollandia Kloos. In Nederland realiseert het grote projecten samen met collega-bedrijven als IGB en IBC.   
Medio december 2024 werd de overname bekend gemaakt van Hurks door Ballast Nedam. Ballast Nedam versterkt hiermee haar marktpositie in bouw- en projectontwikkeling in met name Midden- en Zuid-Nederland.

## Links en literatuur
- Zeelster Nijverheid - Van kleine nijverheid naar grote bedrijvigheid (2009), Stichting Zeelst. pp.123-27 ISBN 978-90-809771-3-6
- Battes, Prisco, Hurks: 'Raad van bestuur Ballast Nedam had geen controle'. Financieel Dagblad (17 september 2015).
- Scholtes, Peter, Jonge garde wil bouw digitaliseren; Studenten en bouwbedrijf Hurks slaan handen ineen. Algemeen Dagblad (16 april 2022).